# Och som vanligt händer det något hemskt
Och som vanligt händer det något hemskt är det sjunde musikalbumet av Veronica Maggio. Första delen gavs ut den 29 oktober 2021 och innan dess släpptes singlarna Se mig i maj samma år, Varsomhelst/närsomhelst i september och På en buss i oktober. Första delen av albumet, Kapitel 1, innehåller sex låtar. Kapitel 2, det vill säga albumet i helhet, släpptes den 20 maj 2022 med låtar som ”Heaven med dig”, ”Höghusdrömmar” samt ”Låt mig gå”. 

## Låtlista

### Kapitel 1
- På en buss
- Var är du?
- Se mig
- Varsomhelst/närsomhelst
- Daddy Issues
- Förlorat mot världen

### Albumet
- Innan dig
- SE MIG
- Låt mig gå
- 070-xxxx xxx
- Varsomhelst/Närsomhelst
- Höghusdrömmar
- Fint i mörker
- Förlorat mot världen
- Var är du?
- Heaven med dig
- Daddy Issues
- På en buss